# Oyamia cryptomeria
Oyamia cryptomeria és una espècie d'insecte plecòpter pertanyent a la família dels pèrlids.
En el seu estadi immadur és aquàtic i viu a l'aigua dolça, mentre que com a adult és terrestre i volador.
Es troba a Àsia: el Japó (l'oest de l'illa de Honshu, incloent-hi el llac Biwa).